# Медаль «Победителю над прусаками» (для полковников войска Донского)
Медалью «Победителю над прусаками» награждались девять казачьих полковников войска Донского, принимавших участие в Кунерсдорфском сражении. Медалью были удостоены Денисов, Перфильев, Попов, Дячкин, Луковкины (2 человека), Кирсанов, Машлыкин. Медаль учреждена в 1759 году, первое награждение было в 1762 году. Медаль имеет форму овала, изготавливалась из золота.